# Policlorotrifluoroetilene

Policlorotrifluoroetilene

Il policlorotrifluoroetilene (PCTFE) è un polimero fluorurato ottenuto dalla polimerizzazione del clorotrifluoroetilene (CTFE), il suo monomero di base.
Ciò che caratterizza il PCTFE, rispetto al politetrafluoroetilene (il principale polimero fluorurato, detto anche teflon) è un atomo di cloro che sostituisce un atomo di fluoro nel monomero di base. La maggiore grandezza degli atomi di cloro rispetto a quelli di fluoro dà vita a delle irregolarità nella catena polimerica, poiché ne viene disturbata la simmetria e la polarità. Le distanze interatomiche nella catena aumentano e si ha quindi una diminuzione della cristallinità rispetto alla catena del teflon; si ha quindi un più basso punto di fusione, di 218 °C, che rende questo polimero facilmente lavorabile per estrusione e stampaggio. Inoltre grazie alla maggiore polarità degli atomi di cloro, il PCTFE è caratterizzato da una solidità maggiore di quella del teflon.
Come tutti i polimeri fluorurati, il PCTFE mostra le caratteristiche derivanti dalla presenza degli atomi di fluoro: un basso coefficiente d'attrito, una buona resistenza chimica ed un'elevata impermeabilità all'acqua; in particolare quest'ultima risulta la migliore fra tutti i polimeri fluorurati.
Quando si parla delle caratteristiche dei polimeri si cita spesso la temperatura di transizione vetrosa, che in pratica segna il confine fra uno stato amorfo vetroso ed uno stato amorfo gommoso; i valori a cui si fa riferimento sono valori medi (dato che tale grandezza dipende dal gradiente di temperatura con il quale si effettua il raffreddamento e dalla distribuzione dei pesi molecolari medi), per questo in letteratura si trovano spesso risultati differenti. In generale per il PTCFE tale valore si definisce pari a 95 °C, ma studi più recenti lo hanno posto a 75 °C.
Infine si deve aggiungere che questo materiale ha la capacità di mantenere stabili tutte le proprietà qui elencate in un ampio range di temperature che vanno dai -240 ai 204 °C, rendendolo adatto a svariate applicazioni.

## Usi
Soprattutto per le sue proprietà di isolamento e per la sua stabilità in un ampio range di temperature, il PCTFE trova svariate applicazioni; queste sono favorite anche dalla facile lavorabilità di tale materiale, la quale permette di ottenere anche complicate forme.
Una delle maggiori applicazioni è il confezionamento, attraverso speciali film, lì dove ci sono alte esigenze di protezione dall'umidità come nel campo medico e farmaceutico. Nelle lampade a elettroluminescenza i film di PCTFE sono usati per incapsulare strati di fosforo, i quali forniscono luce quando sono elettricamente eccitati. Questi film agiscono come una barriera al vapore d'acqua, proteggendo il fosforo dall'umidità. Tali lampade vengono usate nel campo aeronautico e aerospaziale, in quello militare, negli edifici. Un altro uso dei film di PCTFE, date le loro eccellenti proprietà isolanti, è l'imballaggio di componenti elettronici sensibili alla corrosione, che potrebbero essere esposti all'umidità o trovarsi in ambienti ‘difficili’. I film sono usati anche per proteggere gli schermi a cristalli liquidi dei computer, che risultano essere sensibili all'umidità.
Oltre all'uso come film protettivi, il PCTFE viene usato anche in altre forme, come ad esempio tubi e barre flessibili, oli e cere, i primi usati nella raccorderia, i secondi nella lubrificazione. Altre importanti applicazioni sono quelle criogeniche data la stabilità del materiale a basse temperature.